# Хаяма
Хаяма (яп. 葉山町 Хаяма-мати) — посёлок в Японии, находящийся в уезде Миура префектуры Канагава. Площадь посёлка составляет 17,06 км², население — 32 525 человек (1 августа 2014), плотность населения — 1906,51 чел./км².

## Географическое положение
Посёлок расположен на острове Хонсю в префектуре Канагава региона Канто. С ним граничат города Йокосука, Дзуси.

## Население
Население посёлка составляет 32 525 человек (1 августа 2014), а плотность — 1906,51 чел./км². Изменение численности населения с 1980 по 2005 годы:
| 1980 | 28 359 чел. |  |
| 1985 | 29 231 чел. |  |
| 1990 | 29 536 чел. |  |
| 1995 | 29 883 чел. |  |
| 2000 | 30 413 чел. |  |
| 2005 | 31 531 чел. |  |

## Символика
Деревом посёлка считается Pinus thunbergii, цветком — рододендрон, птицей — Cettia diphone.

## Транспорт
- Кокудо 16